# Iriba
 Iriba è un comune del Ciad situato nel dipartimento di Iriba, provincia di Wadi Fira.